# Flag
Flag, amerikanske James Taylors nionde studioalbum, utgivet i maj 1979 på skivbolaget Columbia Records. Albumet är producerat av Peter Asher. 
Två av sångerna på albumet, "Millworker" och "Brother Trucker", kom från Broadwaymusikalen Working som för övrigt skrevs av Studs Terkel och Stephen Schwartz.
Albumet nådde Billboard-listans 10:e plats.

## Låtlista
Singelplacering i Billboard inom parentes.
1. "Company Man" (James Taylor) – 3:47
2. "Johnnie Comes Back" (James Taylor) – 3:55
3. "Day Tripper" (John Lennon/Paul McCartney) – 4:25
4. "I Will Not Lie for You" (James Taylor) – 3:16
5. "Brother Trucker" (James Taylor) – 4:01
6. "Is That the Way You Look?" (James Taylor) – 1:59
7. "B.S.U.R." (James Taylor) – 3:23
8. "Rainy Day Man" (James Taylor/Zach Wiesner) – 3:02
9. "Millworker" (James Taylor) – 3:52
10. "Up on the Roof" (Gerry Goffin/Carole King) – 4:21 (#28)
11. "Chanson Française" (James Taylor) – 2:05
12. "Sleep Come Free Me" (James Taylor) – 4:43